# Невилл, Анна
А́нна Не́вилл (англ. Anne Neville; 11 июня 1456, Уорикский замок — 16 марта 1485, Лондон) — королева Англии, супруга короля Ричарда III. Младшая дочь Ричарда Невилла, известного как «делатель королей».
Как член могущественного дома Невиллов, Анна была втянута в Войну Алой и Белой розы, в которой Йорки и Ланкастеры боролись за английскую корону. Её отец обручил Анну в юном возрасте с сыном Генриха VI, Эдуардом, принцем Уэльским. Брак был призван укрепить союз с Ланкастерами и продолжать гражданскую войну между двумя домами.
После смерти Эдуарда вдовствующая принцесса Уэльская вышла замуж за Ричарда, герцога Глостера, брата короля Эдуарда IV и Джорджа, герцога Кларенса, за которым была замужем старшая сестра Анны, Изабелла. Анна Невилл стала королевой, когда Ричард III взошёл на престол в июне 1483 года после провозглашения детей Эдуарда IV и Елизаветы Вудвилл незаконнорождёнными. Анна умерла за пять месяцев до смерти мужа в марте 1485 года. Её единственным ребёнком был Эдуард Миддлгемский, которого Анна пережила на год.

## Ранние годы
Анна Невилл родилась в Уорикском замке и была младшей дочерью Ричарда Невилла, 16-го графа Уорика и Анны де Бошан. Её отец был одним из самых могущественных представителей дворянства в Англии и самым важным сторонником дома Йорков. Сестра её деда, Сесилия Невилл, была женой Ричарда, герцога Йоркского, который заявил права на корону для Йорков.

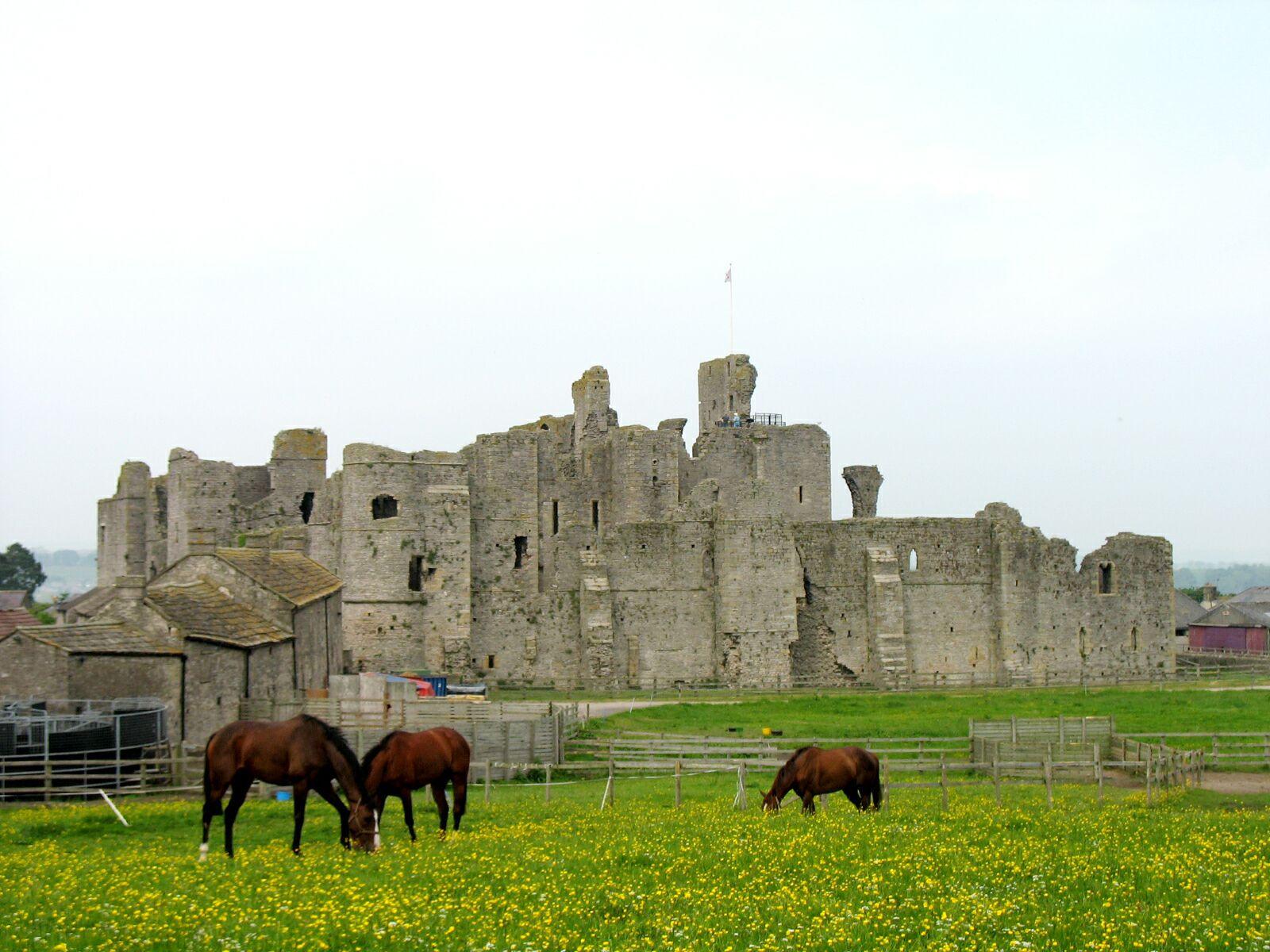
Миддлгемский замок, отошедший семейству Невилл в 1270 году

Большая часть детства Анны прошла в Миддлгемском замке — одном из поместий отца, где она и её старшая сестра, Изабелла, встретили двух младших сыновей герцога Йоркского, Ричарда, герцога Глостера (будущего Ричарда III) и Джорджа, герцога Кларенса. Ричард особо усердно посещал своё рыцарское обучение в Миддлгеме с середины 1461 и, по крайней мере, до весны 1465 года. Вполне возможно, что уже в этот период рассматривался союз дочерей графа с молодыми принцами. Герцог Йоркский был убит 30 декабря 1460 года, однако, с помощью Уорика в марте 1461 года на трон был возведён его старший сын Эдуард. В июле 1469 года Изабелла вышла замуж за Кларенса, а в июле 1470 года, после того, как граф Уорик бежал во Францию и сменил свою приверженность, Анна была обручена, а к концу того же года вышла замуж за Эдуарда Вестминстерского, наследника престола Англии от дома Ланкастеров.

## Принцесса Уэльская
Некоторое время Уорик находился в ссоре с Эдуардом IV из-за возвышения семейства королевы Елизаветы. В 1469 году граф попытался возвести на трон своего зятя Джорджа, но встретил сопротивление парламента. После второго неудачного восстания против короля Эдуарда в начале 1470 года, Уорик был вынужден бежать во Францию, где он вступил в союз со свергнутым домом Ланкастеров. Поскольку король Генрих VI был заключён в Лондонском Тауэре, де-факто возглавляла Ланкастеров его супруга, Маргарита Анжуйская, которая отнеслась с подозрением к мотивам Уорика. Чтобы укрепить отношения с Маргаритой, Анна была официально помолвлена с её сыном, Эдуардом Вестминстерским, в замке Амбуаз во Франции. Брак, заключённый в соборе Анже, в декабре 1470 года, сделал Анну принцессой Уэльской.
Уорик восстановил Генриха VI на престоле в октябре 1470 года, однако Эдуард IV возвратился в марте 1471 года и быстро укрепился в стране. Душевнобольной Генрих VI был взят Эдуардом IV в качестве заложника в битве при Барнете, где Уорик был убит 14 апреля 1471 года. Эдуард IV заключил Генриха VI в Тауэре и, после решающей победы Йорков при Тьюксбери 4 мая, Генрих, как сообщалось, умер от «неудовлетворенности и меланхолии», хотя в «The Great Chronicle of London» сообщалось, что за смерть Генриха ответственность нёс Ричард, герцог Глостерский. Как констебль Англии, он мог доставить приказ короля об убийстве Генриха констеблю Тауэра.
Маргарита Анжуйская вернулась в Англию вместе с Анной и принцем Эдуардом в апреле и привела с собой дополнительные войска. В битве при Тьюксбери 4 мая 1471 года Эдуард IV раздавил эту последнюю армию Ланкастеров. Принц Эдуард был убит в битве или вскоре после неё, а Анна была взята в плен. Она была доставлена сначала в Ковентри, а затем в дом её зятя, герцога Кларенса, в Лондоне, в то время как её мать, Анна де Бошан, нашла убежище в аббатстве Болье. Когда кризис закончился, графиня захотела быть восстановлена в своих правах на имения, но Эдуард IV отказал ей, и она написала королеве Елизавете, но и это оказалось бесполезным.
Овдовевшая и осиротевшая Анна стала предметом спора между герцогом Кларенсом и его братом герцогом Глостерским, который до сих пор хотел жениться на ней. Анна Невилл и её сестра, герцогиня Кларенс, были наследницами огромных имений своих родителей. Кларенс, стремясь получить всё наследство, относился к Анне как своей подопечной и был против её вступления в брак, что позволяло ему укрепить свои требования на наследство.
Среди историков существуют различные мнения о том, что произошло в дальнейшем. По одной из версий, Кларенс спрятал Анну от брата в лондонской харчевне, переодев её прислугой. Глостер проследил за ним и перевёз её до убежища в церкви St Martin Le Grand. Для того, чтобы получить согласие Джорджа на брак, Ричард отказался от большей части земель и собственности Уорика, включая титулы графа Уорика (который «Делатель королей» получил по праву жены) и графа Солсбери, и передал Кларенсу должность Великого камергера Англии.

## Герцогиня Глостерская
Точная дата свадьбы Анны с Ричардом, герцогом Глостерским не известна, хотя большинство историков считают, что церемония проходила весной 1472 года в часовне Святого Стефана Вестминстерского дворца. Семейной резиденцией стал хорошо знакомый Анне Мидллгемский замок, а Глостер от имени короля был назначен губернатором Севера. После свадьбы Анна получила титул герцогини Глостерской. У пары был всего один ребёнок, сын Эдуард, который родился в Миддлгеме в 1473 или 1476 году. Мать Анны, вдовствующая графиня Уорик, присоединилась к дочери в 1473 году после того, как король разрешил Ричарду освободить свою тёщу из её охраняемого убежища.

## Королева Англии

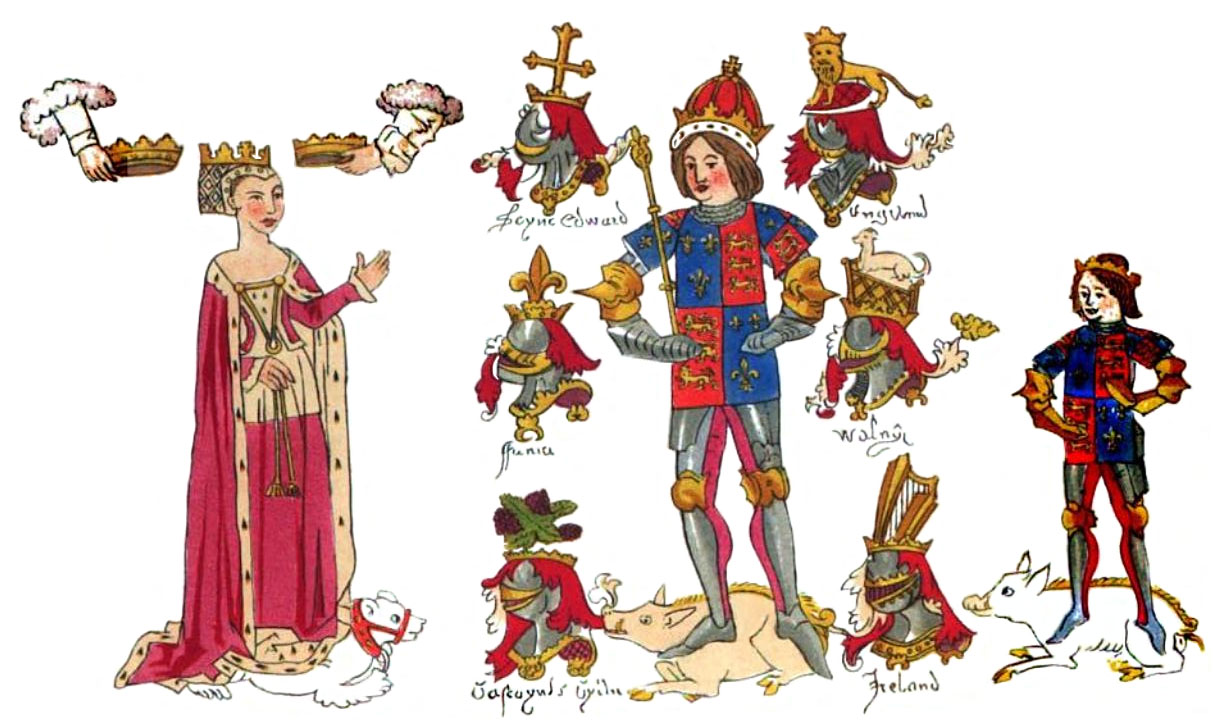
Королева Анна, король Ричард III и их сын, Эдуард, принц Уэльский. Миниатюра из «Свитка Джона Роуза» (1483)

9 апреля 1483 года умер Эдуард IV. Глостер был назван лордом-протектором при своём 12-летнем племяннике Эдуарде V. Однако, уже 25 июня того же года Эдуард V, его брат и сёстры были объявлены незаконнорождёнными, а Глостер был объявлен королём Ричардом III. Анна была коронована вместе с мужем 6 июля 1483 года Томасом Буршье, архиепископом Кентерберийским; это была первая совместная коронация за последние 175 лет. Шлейф новой королевы несла леди Маргарет, графиня Ричмонд, сын которой, Генрих Тюдор, после победы в битве при Босворте в 1485 году был провозглашён королём Генрихом VII. На церемонии коронации присутствовали почти все пэры Англии, настолько великолепно было празднование. Сын Ричарда и Анны, Эдуард Миддлгемский, был провозглашён принцем Уэльским в Йоркском соборе 24 августа 1483 года.
Анна находилась в хороших отношениях со своей свекровью (которой она также приходилась внучатой племянницей), Сесилией Невилл, герцогиней Йоркской, с которой она любила обсуждать религиозные произведения.

Король Ричард III и королева Анна на витражах Кардиффского замка

Эдуард Миддлгемский внезапно умер в апреле 1484 года в Миддлгемском замке; его родители, собиравшиеся навестить сына, находились в это время в Ноттингеме. И Ричард и Анна были поражены случившимся. Анна была убита горем настолько, что вскоре тяжело заболела.
После смерти сына Анна с особым рвением взялась за заботу об Эдуарде, графе Уорике, её общем с Ричардом III племяннике. По одной из версий, Ричард, поддавшись на уговоры жены, назначил мальчика своим наследником. После смерти Анны, Ричард оперативно сменил одного племянника на другого: предполагаемым наследником был назван Джон де Ла Поль, граф Линкольн, сын старшей сестры Ричарда — Елизаветы.

## Смерть
Анна Невилл умерла 16 марта 1485 года в Вестминстерском дворце, вероятно, от туберкулёза. В день смерти Анны было солнечное затмение, которое некоторые приняли за знак падения её мужа от небесной благодати. Анна была похоронена в Вестминстерском аббатстве в безымянной могиле справа от алтаря, рядом со входом в часовню исповедника. Ричард III, как говорили свидетели, плакал на её похоронах. Однако вскоре после смерти Анны пошли слухи, что Ричард отравил жену, чтобы жениться на своей племяннице Елизавете Йоркской.
Ричард отослал Елизавету от двора в Шериф-Хаттон и публично опроверг слухи о своих намерениях 30 марта 1485 года. Не было причин сомневаться, что горе Ричарда из-за смерти жены было неподдельным, однако позже выяснилось, что согласно документам из португальского королевского архива, после смерти Анны Ричардом были отправлены послы с поручением провести переговоры о двойной свадьбе между Ричардом и сестрой короля Жуана II, инфантой Жуаной, и Елизаветой Йоркской и кузеном Жуаны, Мануэлом.

## В культуре

### Кино и телевидение
Кино
- Башня смерти (1939, роль исполнила Роуз Хобарт[39])
- Ричард III (1955, роль исполнила Клэр Блум[40])
- Башня смерти[англ.] (1962, роль исполнила Джоан Кемдин[41])
- Ричард III (1995, роль исполнила Кристин Скотт Томас[42])
- В поисках Ричарда (1996, роль исполнила Вайнона Райдер[43])
- Ричард III (2008, роль исполнила Ли Сынхи[44])

Телевидение
- Эпоха королей[англ.] (1960, роль исполнила Джилл Диксон[45])
- Пустая корона (2012, роль исполнила Фиби Фокс[46])
- Белая королева[47] (2013, роль исполнила Фэй Марсей[48])